# Собуе (Аичи)
Варош Собуе (јап. 祖父江町) (Sobue-chō) је варош у Јапану у префектури Аичи, области Накашима. Према попису становништва из 2003. у вароши је живело 22.865 становника.

## Историја
1. августа 2005. године, Хеива и варош Собуе (такође из области Накашима), су спојене у проширен град Иназава.

## Становништво
Према подацима са пописа, у граду је 2003. године живело 22.865 становника, а густина насељености је била 1.033,68 становника на km².